# Fordham University
Fordham University – amerykański uniwersytet niepubliczny z siedzibą w stanie Nowy Jork.
Uczelnia została założona w 1841 roku, przez diecezję nowojorską, jako St. John’s College (Kolegium Świętego Jana), który prowadzili jezuici. W 1907 roku przekształcona w Fordham University. Kształci się na nim około 15 tysięcy studentów, w trzech kampusach:
- Rose Hill na Bronksie (teren dawnej wsi Fordham)
- Lincoln Center na Manhattanie
- Westchester w mieście Harrison nieopodal Nowego Jorku.

## Sport
Uczelnia bierze udział w rozgrywkach NCAA, a ściślej NCAA Division I. Jest pełnym członkiem Atlantic 10 Conference oraz członkiem stowarzyszonym Patriot League. Jej drużyny występują jako Fordham Rams. Trenerem drużyny futbolowej w latach 1946–1954 był Ed Danowski.

## Znani absolwenci
- Alan Alda – aktor
- Nate Archibald – koszykarz
- Hilarie Burton – aktorka
- Joseph Cao – polityk, pierwszy kongresmen pochodzenia wietnamskiego
- William Casey – dyrektor Centralnej Agencji Wywiadowczej
- Mary Higgins Clark – pisarka
- Patricia Clarkson – aktorka
- Andrew Cuomo – polityk, gubernator stanu Nowy Jork
- Tom Courtney – lekkoatleta, dwukrotny mistrz olimpijski
- George Coyne – astronom, dyrektor Obserwatorium Watykańskiego
- Ed Danowski – futbolista NFL, trener
- Lana Del Rey – piosenkarka
- Faith Evans – piosenkarka
- Geraldine Ferraro – polityk, kandydatka Partii Demokratycznej na wiceprezydenta
- Hage Geingob – polityk, pierwszy premier niepodległej Namibii
- Theodore McCarrick – kardynał Kościoła katolickiego, arcybiskup senior Waszyngtonu
- Susan Lucci – aktorka
- Taylor Schilling – aktorka
- Francis Spellman – kardynał Kościoła katolickiego, arcybiskup Nowego Jorku
- Amanda Seyfried – aktorka
- Donald Trump – prezydent Stanów Zjednoczonych
- Denzel Washington – aktor